# Người đại diện tài năng
Người đại diện tài năng hay người đại diện nghệ sĩ là người tìm kiếm việc làm cho các diễn viên, tác giả, đạo diễn, nghệ sĩ âm nhạc, người mẫu, nhà sản xuất, vận động viên chuyên nghiệp (trong trường hợp này gọi là người đại diện thể thao), nhà văn, nhà báo và những người khác trong vô vàn các ngành kinh doanh giải trí và truyền thông. Người đại diện còn tham gia bảo vệ, hỗ trợ và thúc đẩy quyền lợi của thân chủ mình. Người đại diện không thể tự mình sản xuất chương trình riêng do mâu thuẫn về quyền lợi. Người đại diện tài năng phải thân thiết với thân chủ của mình. Họ phải biết những loại công việc nào mà thân chủ họ có thể và không thể làm để kết hợp chúng với các công việc khác nhau.
Sở hữu một người đại diện là không bắt buộc cần thiết, nhưng sẽ giúp nghệ sĩ có việc làm.

## Những công ty quản lý người mẫu hàng đầu
Một vài trong số những công ty quản lý người mẫu hàng đầu trên thế giới là:
- DNA Model Management – Thành phố New York
- Elite Model Management – Thành phố New York, Los Angeles, Miami và Toronto
- Ford Models – Thành phố New York City, Los Angeles, San Francisco, Paris, São Paulo, Rio de Janeiro, Miami, Toronto, Chicago và Milwaukee
- IMG Models – Thành phố New York, Paris, Luân Đôn, Milan, Hồng Kông và Sydney
- Marilyn Agency – Paris
- Models 1 – Luân Đôn
- New York Model Management – Thành phố New York
- NEXT Model Management – Thành phố New York, Los Angeles, Miami và Paris
- One Management – Thành phố New York
- Premier Model Management – Luân Đôn
- Select Model Management – Luân Đôn
- Storm Model Agency – Luân Đôn
- Viva Models – Paris, Barcelona và Luân Đôn
- Wilhelmina Models – Thành phố New York, Los Angeles và Miami
- Women Model Management – Thành phố New York
- Why Not Model Agency – Milan

## Người đại diện âm nhạc
Trong giới âm nhạc, người đại diện khác với người quản lý nghệ sĩ

## Khác biệt giữa người đại diện và người quản lý
Người đại diện có thẩm quyền thực hiện các giao dịch cho thân chủ của họ. Người quản lý thiết lập quan hệ với các nhà sản xuất, phòng thu, hãng thu âm, hãng phim và nhà xuất bản. Họ còn dẫn dắt cho sự nghiệp của các nghệ sĩ.

## Người đại diện diễn viên tiêu biểu

### Việt Nam
- Phan Thị Kim Dung
- Vũ Quốc Việt

### Hải ngoại
- Trần Anh Hùng
- Charlie Nguyễn
- Trần Hàm (gốc Hoa)